# Caccobius denticollis
Caccobius denticollis är en skalbaggsart som beskrevs av Edgar von Harold 1867. Caccobius denticollis ingår i släktet Caccobius och familjen bladhorningar. Inga underarter finns listade.